# Роберт Грант Ейткен
Роберт Грант Е́йткен (англ. Robert Grant Aitken; 31 грудня 1864 - 29 жовтня 1951) — американський астроном, член Національної АН США (1918).
Родився в Джексоні (штат Каліфорнія). У 1887 закінчив Вільямс-коледж (Вільямстаун, штат Массачусетс). Після декількох років викладання математики і астрономії з 1895 працював у Лікській обсерваторії (у 1930-1935 — директор, з 1935 — почесний директор).
Основні наукові роботи присвячені вивченню подвійних зірок. Маючи в своєму розпорядженні найпристосованіший для досліджень подвійних зірок телескоп — 36-дюймовий рефрактор Лікської обсерваторії, відкрив і виміряв велике число подвійних зірок. У 1899 спільно з В.Гассі почав систематичний огляд неба від Північного полюса до нахилу -22 з метою пошуку нових подвійних яскравіших 9-ї зоряної величини; до 1915 відкрив 3100 пар і заново виміряв багато важких для спостереження пар. У 1932 опублікував «Новий загальний каталог подвійних зірок» (ADS), який є продовженням аналогічного каталогу Ш.Бернгема і містить всі відомі до 1927 відомості про 17200 пар зірок північніше нахилу -30. Обчислив орбіти великої кількості подвійних зірок, виконав дуже точні мікрометричні візуальні виміри положень багатьох комет, які були використані для розрахунків їхніх орбіт. Провів кілька серій візуальних вимірювань положень п'ятого супутника Юпітера і обох супутників Марса, недоступних для фотографування через їхню близькість до планет.
Президент Американського астрономічного товариства (1937-1940).
Премія Ж.Ж.Ф.Лаланда Паризької АН (1906), медаль Кетрін Брюс Тихоокеанського астрономічного товариства (1926), Золота медаль Лондонського королівського астрономічного товариства (1932).
На честь ученого названі:
- астероїд 3070 Ейткен
- кратер Ейткен на Місяці, частина дуже великого басейну Південний полюс — Ейткен